# ライズシティ池袋
ライズシティ池袋（ライズシティいけぶくろ）は、東京都豊島区東池袋4丁目で施工された市街地再開発地区の名称。2007年（平成19年）1月完成。

## 概要
池袋駅の南東約700mにある約2.7ヘクタールの地区で、サンシャインシティの南側、サンシャインシティと東京メトロ東池袋駅に挟まれた場所にあり、東池袋駅とは地下連絡通路により直結している。再開発以前は、街路が狭く細分化された土地に低層木造住宅や小規模併用店舗等が混在する地区であったことから、土地の有効利用と防災面の向上を図るため、東池袋四丁目地区第一種市街地再開発事業が計画され、業務棟（15階）「ライズアリーナビル」および住宅棟（42階）「エアライズタワー」が建設された。
1988年から市街地再開発へ向けた協議が開始され、1994年に施工者となる東池袋四丁目地区市街地再開発組合が設立された。その後、地権者の合意形成と事業計画、都市計画の変更を経て、2002年11月に権利変換の計画が認可され、2004年2月に工事着工、2007年1月に竣工した。
北東側に隣接する東池袋四丁目第2地区第一種市街地再開発事業が都市再生機構により施工され、地上52階建ての高層住居・業務複合ビルであるアウルタワーが建設された。第2地区はサンシャインシティに隣接しており、アウルタワーと同時に建設された「東池袋地下通路」の開通により、ライズシティ池袋からアウルタワーを経てサンシャインシティとの間が地下道で結ばれた。また、2015年5月には、豊島区役所、マンション「ブリリアタワー池袋」や商業施設などが入居する複合施設としまエコミューゼタウンと東池袋駅を介した地下通路で接続されている。

## 沿革
- 1988年（昭和63年）7月 - 再開発協議会発足
- 1989年（平成元年）10月 - 再開発準備組合設立
- 1993年（平成5年）8月 - 都市計画決定（再開発地区計画、高度利用地区、第一種市街地再開発事業、補助175号線変更）
- 1994年（平成6年）11月 - 市街地再開発組合設立
- 2001年（平成13年）
  - 5月 - 都市計画変更（第一種市街地再開発事業）
  - 7月 - 事業計画等変更（事業再構築）
- 2002年（平成14年）11月 - 権利変換計画認可
- 2004年（平成16年）2月 - 工事着工
- 2007年（平成19年）1月 - 工事完了
- 2008年（平成20年）1月 - 市街地再開発組合解散

## 施設
- 業務棟「ライズアリーナビル」
2・3階に豊島区立舞台芸術交流センター「あうるすぽっと」、4・5階に 豊島区立中央図書館[3]、6階以上に日立製作所産業・流通ビジネスユニットが入る。
- 住宅棟「エアライズタワー」

## アクセス
- 東京メトロ有楽町線 - 東池袋駅（6・7番出口が直結）
- 都電荒川線 - 東池袋四丁目停留場（徒歩2分）
- JR線・西武池袋線・東武東上本線・東京メトロ（丸ノ内線・副都心線・有楽町線） - 池袋駅（徒歩8分）
- IKEBUS - AルートおよびBルート・東池袋駅停留所
- 国際興業バス - 池07系統・豊島区役所停留所